# N-эллипс

Пример n-эллипсов с 3 заданными фокусами. Увеличение расстояний нелинейное

N-эллипс — обобщение эллипса, имеющее более двух фокусов. N-эллипсы называют также мультифокальными эллипсами, полиэллипсами,  k-эллипсами, эллипсами Чирнхауса. Впервые такие фигуры исследовал Джеймс Максвелл в 1846 году.
Пусть на плоскости задано n точек  (ui, vi) (фокусы), тогда n-эллипс является геометрическим местом точек плоскости, для которых сумма расстояний до n фокусов является постоянной величиной  d. В виде формулы данное утверждение записывается как
{\displaystyle \left\{(x,y)\in \mathbf {R} ^{2}:\sum _{i=1}^{n}{\sqrt {(x-u_{i})^{2}+(y-v_{i})^{2}}}=d\right\}.}
1-эллипс представляет собой окружность, 2-эллипс — обычный эллипс. Обе данные кривые являются алгебраическими кривыми степени 2.
Для любого числа n фокусов  n-эллипс представляет собой замкнутую выпуклую кривую.:(стр. 90) Кривая является гладкой вне окрестностей фокуса.:стр.7
n-эллипс является подмножеством точек, удовлетворяющих определённому алгебраическому уравнению.:Figs. 2 and 4; p. 7 Если n нечётно, алгебраическая степень кривой равна {\displaystyle 2^{n}}, если n чётно, степень равна {\displaystyle 2^{n}-{\binom {n}{n/2}}}.:(Т. 1.1)